# Bill Kazmaier
Bill Kazmaier (Wisconsin, EE. UU., 30 de diciembre de 1953) es un potencista y strongman estadounidense. Puede ser considerado como uno de los hombres más fuertes que hayan existido. Tiene 1.89m de altura y pesa aproximadamente 150 kg.

## Carrera
En su adolescencia Bill Kazmaier practicaba baloncesto, y comenzó a levantar pesas en 1971 a los 17 años. Entre 1973 y 1974 Kazmaier fue jugador de fútbol americano de la Universidad de Wisconsin-Madison. Antes de dedicarse por completo a la potencia (1976) Kazmaier trabajó como leñador y patovica.
En 1979 Bill Kazmaier ganó el campeonato americano de powerlifting y se convirtió en la primera persona en levantar más de 300 kg en la press de banca. En esa ocasión logró un powerlifting total de 1.100 kg.
En 1980 ganó la competición del Hombre Más Fuerte Del Mundo con el increíble puntaje de 103. Volvió a ganar en 1981 y 1982.
Después de algunos años Kazmaier volvió a la competición en 1988 y en los siguientes dos años estuvo entre los mejores, igualando y en algunos eventos hasta superando a Jón Páll Sigmarsson.
Actualmente Kazmaier es comentador de la competición en el ESPN y jurado en competiciones de Levantamiento de potencia.

## Posiciones en el hombre más fuerte del mundo
1979 -3.º
1980 -1º
1981 -1º
1982 -1º
1988 -3º
1989 -4º
| El Hombre Más Fuerte Del Mundo |                |                           |
| Precedido por: Don Reinhoudt   | Primero (1980) | Sucedido por: el          |
| Precedido por: el              | Second (1981)  | Sucedido por: el          |
| Precedido por: el              | Tercero (1982) | Sucedido por: Geoff Capes |